# Austrosphaeromias wirthi
Austrosphaeromias wirthi är en tvåvingeart som beskrevs av Gustavo R. Spinelli 1997. Austrosphaeromias wirthi ingår i släktet Austrosphaeromias och familjen svidknott. Inga underarter finns listade i Catalogue of Life.